# GFI Software
GFI Software es una empresa desarrolladora de software de contenido de seguridad que proporciona una única fuente para que los administradores de red dirijan sus necesidades en seguridad de red, seguridad de contenido y mensajería.
GFI fue fundada en 1992 y tiene oficinas en Malta, Londres, Raleigh, Hong Kong y Adelaida y más de 10 000 partners en todo el mundo
.
Sus productos incluyen software para el filtrado de spam y virus de correo electrónico, así como para el seguimiento y la exploración de redes con finee seguridad.

hu:GFI Software

## Productos

### Seguridad de contenido
- GFI MailEssentials Protección anti spam y phishing de forma centralizada para servidores de correo electrónico.

- GFI MailSecurity Solución de detección de vulnerabilidades, análisis de amenazas y antivirus para servidores de correo.

- GFI WebMonitor Utilidad para Microsoft ISA Server que permite monitorear los sitios en que están navegando sus usuarios y qué archivos están descargando en tiempo real.

### Mensajería
- GFI MailArchiver Permite la administración y el almacenamiento de correos electrónicos, fuera de las bases de Exchange y sin necesidad de utilizar PSTs.

- GFI Faxmaker Se integra con servidores SMTP permitiendo a los usuarios enviar y recibir faxes, mensajes SMS y de texto directamente desde los clientes de correo.

### Seguridad de red
- GFI Languard Network Security Scanner Solución que permite escanear, detectar, evaluar y remediar cualquier vulnerabilidad de seguridad de su red.

- GFI EventsManager Solución para monitoreo, administración y archivo de eventos de sistemas. Permite administrar y controlar registros de sucesos Windows, registros W3C, sucesos Syslog y SNMP Traps.

- GFI EndPointSecurity Permite controlar en toda la red el flujo de datos a través de dispositivos de almacenamiento portátiles.

- GFI Network Server Monitor Monitorea automáticamente redes y servidores en busca de fallas.
- Kerio Control small business firewall Cortafuegos de última generación.